# 扬内·尼尼马
扬内·尼尼马（芬蘭語：Janne Niinimaa，1975年5月22日—），芬兰男子冰球运动员。他曾代表芬兰国家队参加1998年和2002年冬季奥林匹克运动会冰球比赛，其中1998年冬季奥运会获得一枚铜牌。